# Escola Japonesa de São Paulo

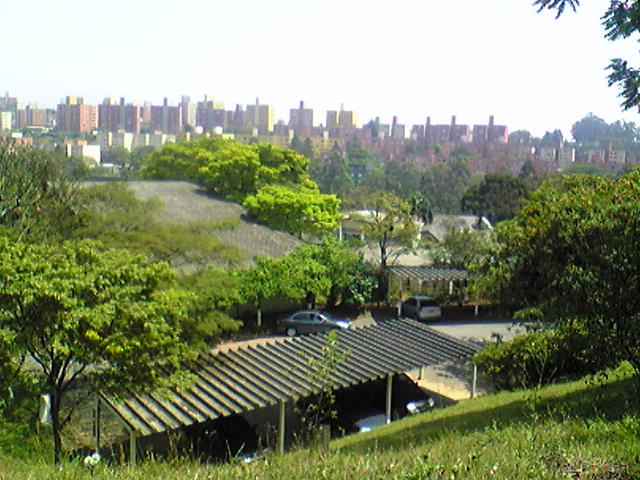
Escola Japonesa de São Paulo.

A Escola Japonesa de São Paulo (サンパウロ日本人学校, Sanpauro Nihonjin Gakkō) é uma escola internacional japonesa na Vila Prel, Capão Redondo, São Paulo, operada pela Sociedade Japonesa de Educação e Cultura. A escola serve a estudantes de 6 a 15 anos de idade, do primeiro ano ao nono. A maioria dos estudantes têm executivos da organização como pais. A escola usa o currículo japonês.

## História
A escola abriu em 14 de agosto de 1967. Desde a abertura até 1981, as inscrições para a escola continuamente aumentaram devido a ação de corporações Japonesas. Inscrições diminuiram após 1981. Em 1997 a escola tinha 205 estudantes. Devido ao aumento do envolvimento corporativo japonês, desde de 2011 houve um aumento de estudantes na escola. Desde 17 de janeiro de 2014, a escola tinha 238 estudantes incluindo 178 estudantes no ensino fundamental e 60 no ensino médio.